# 蓬纳尼
蓬纳尼（Ponnani），是印度喀拉拉邦Malappuram县的一个城镇。总人口87356（2001年）。

## 人口
该地2001年总人口87356人，其中男性41619人，女性45737人；0—6岁人口11463人，其中男5930人，女5533人；识字率74.02%，其中男性为77.25%，女性为71.08%。